# Kai Robin Bosch
Kai Robin Bosch (* 13. Mai 1997 in Waiblingen) ist ein deutscher Autor, Slam-Poet und Schauspieler.

## Wirken
Seit 2014 ist Bosch regelmäßiger Teilnehmer an Poetry Slams, 2015 wurde er in Konstanz U20-Landesmeister von Baden-Württemberg. Auch als Moderator von Slams und anderen Literaturveranstaltungen tritt er in Erscheinung. 2014 veröffentlichte er seinen Debüt-Roman Laberaffe. Im Paderborner Lektora-Verlag erschienen 2016 (Tagträumer) und 2020 (Titel werden überbewertet) zwei Textsammlungen Boschs, die hauptsächlich Kurzgeschichten und Lyrik enthalten. Darüber hinaus wirkt er als Laienschauspieler am Bandhaus-Theater Backnang; 2016 erhielt er beim bundesweiten Theaterwettbewerb andersartig gedenken on stage für seine Darbietung in dem Stück „Kannst du schweigen? Ich auch!“ den Förderpreis für seine „herausragende schauspielerische Einzelleistung“. Im Dezember 2019 war er zu Gast bei Raul Krauthausens Talkshow KRAUTHAUSEN – face to face, zusätzlich arbeitet er als Kolumnist für Krauthausens Blog. Im Juli 2022 wurde er in Heilbronn Landesmeister Baden-Württembergs im Poetry Slam. 2023 erhielt er den Förderpreis des Kleinkunstpreises Baden-Württemberg.
Bosch ist von Geburt an Stotterer und Tetraspastiker und thematisiert dies auch in seinen Texten sowie bei Poetry-Slam-Workshops, die er leitet.

## Programme
- Tagträumer (2017)
- Die ultimative Show von Bosch und Striebel (2022) (mit Nikolai Striebel)

## Veröffentlichungen
- Laberaffe. tredition, 2014, ISBN 978-3-8495-7648-6.
- Tagträumer: #kopfchaosundso. Lektora, 2016, ISBN 978-3-95461-082-2.
- Titel werden überbewertet. Lektora, 2020, ISBN 978-3-95461-163-8.

### Anthologiebeiträge (Auswahl)
- Marc Hamacher (Hrsg.): Backnang Stories 2014. Leseratten Verlag, 2014, ISBN 978-3-945230-08-4.
- Elias Raatz (Hrsg.): Textsorbet - Volume 1. Dichterwettstreit deluxe, 2019, ISBN 978-3-9820358-0-2.
- Denise Bretz, Larissa Tiesbohnenkamp (Hrsg.): Die ultimative Poetry Slam Anthologie II. Lektora, 2019, ISBN 978-3-95461-137-9.